# Jáva

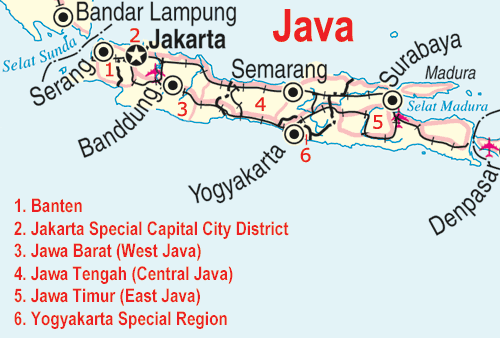
Mapa Jávy

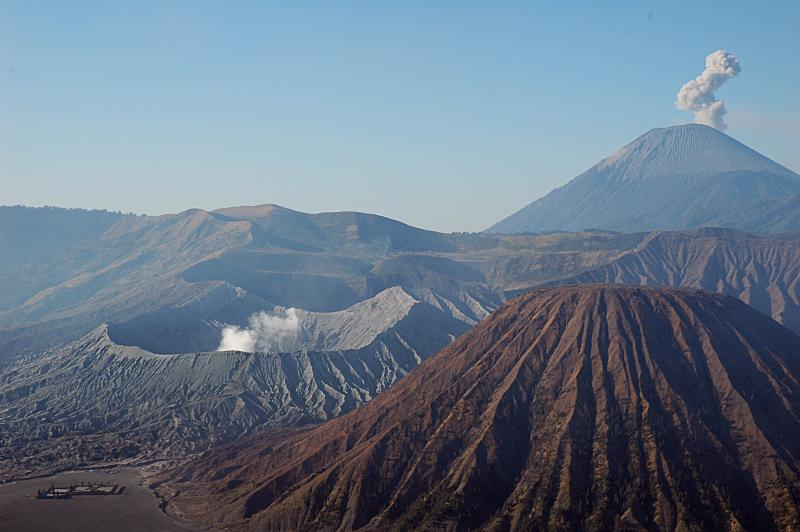
Sopky Semeru a Bromo ve východní části ostrova Jáva

Jáva (javánsky ꦗꦮ Jawa [džaua]) je ostrov oddělující Indický oceán na jihu a Jávské moře na severu, součást Indonésie. Nachází se zde hlavní město Jakarta. Je to nejzalidněnější ostrov na světě. Pokud bychom Jávu považovali za stát, tak s rozlohou 132 000 km² a v roce 2010 se 136 miliony obyvatel (tzn. 1029 lidí na km²) by to byla druhá nejhustěji zalidněná země na světě po Bangladéši (s výjimkou městských států).

## Geografie

### Příroda
Jáva patří do řetězu ostrovů. Na severu sousedí s Borneem, na severozápadě se Sumatrou, na východě s Bali a na jihu s Vánočním ostrovem. Je to 13. největší ostrov světa.
Jáva je téměř celá vulkanického původu. Nachází se zde spousta vrcholů, které mají typický kónický tvar a prozrazují, že buď byly, nebo budou sopečně aktivní.

### Lidé
Roku 1815 měla Jáva asi 5 milionů obyvatel. V roce 1930 podle prvního sčítání lidu žilo na Jávě přes 40 milionů lidí.
Na Jávě leží hlavní město Indonésie – Jakarta.
Je to také nejzalidněnější ostrov Indonésie. Nachází se zde téměř 60% celé populace země. Od roku 1970 se vláda snaží přesídlovat obyvatele na jiné, méně zalidněné ostrovy. Tento krok se ale setkal s různými výsledky a na mnoha místech vyvolal etnické problémy.
Ostrov se dělí na 4 provincie, jeden zvláštní region* a region hlavního města** :
- Banten
- Jakarta**
- Západní Jáva (Jawa Barat)
- Střední Jáva (Jawa Tengah)
- Východní Jáva (Jawa Timur)
- Yogyakarta*